# McHenry Venaani

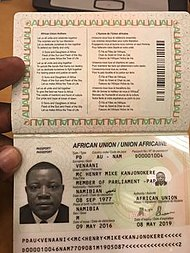
Reisepass der Afrikanischen Union von McHenry Venaani

McHenry Mike Kanjonokere Venaani, meist nur McHenry Venaani (* 8. September 1977 in Windhoek, Südwestafrika) ist ein namibischer Politiker und Parteipräsident der oppositionellen Popular Democratic Movement (ehemals DTA of Namibia). 

## Ausbildung
Venaani studiert derzeit in Teilzeit an der University of Wolverhampton (Vereinigtes Königreich). Seit 2002 hält er ein Diplom in Internationalem Handelsrecht des Holborn College. Bei gleichem College machte er 1999 einen Diplom-Abschluss in Verfassungsrecht. Zwei Jahre zuvor absolvierte er am Classic College ein Diplomkurs in Unternehmensrecht.

## Karriere
Seit dem 10. Juni 2003 ist Venaani Mitglied der namibischen Nationalversammlung und war dessen jüngstes Mitglied.
Venaani trat 2005 bei den Wahlen zum Parteivorsitz der DTA an, verlor jedoch gegen Katuutire Kaura. Acht Jahre später, beim Parteitag am 7. September 2013, setzte er sich gegen den seit 1998 amtierenden Parteipräsidenten Kaura durch und wurde zum neuen Parteipräsidenten gewählt.
Bei der Präsidentschaftswahl in Namibia 2014 trat Venaani erstmals als Präsidentschaftskandidat an und erreichte mit knapp 5 Prozent das zweitbeste Ergebnis. Bei der Wahl 2019 landete er mit 5,3 Prozent auf Platz 3.
Am 12. Juli 2022 wurde er zum Vizevorsitzenden der Internationalen Demokratische Union (IDU) gewählt.
Venaani erreichte bei der Präsidentschaftswahl in Namibia 2024 mit 4,97 Prozent der Stimmen den dritten Platz.